# تالة
تالة هي مدينة تونسية تقع في الوسط الغربي في ولاية القصرين وهي مركز معتمدية تالة. تقع المدينة في منطقة الظهير التونسي الجبلية وترتفع 1017 م عن سطح الماء مما يجعلها أكثر المدن إرتفاعا في البلاد. تبعد عن العاصمة 250 كلم و54 كلم عن مدينة القصرين. يتسم مناخ المدينة بالبرودة بفصل الشتاء وبسقوط الثلج فيما تبلغ معدل كمية الأمطار التي تنزل سنويا حوالي 450 مم. يبلغ مساحتها 752 كم2  وتضم 34508  ساكن حسب إحصائيات المعهد الوطني للإحصاء للسكنى والسكان سنة 2004.
تاريخيا ساهمت المدينة بشكل فاعل في مقاومة الإستعمار الفرنسي وفي الثورة التونسية.

## التاريخ
تعتبر مدينة تالة من أقدم المدن التونسية فقد تعاقبت عليها العديد من الحضارات، فمن الحضارة القبصيّة:7000 سنة ق م مرورا بالنوميديين إلى الحضارة الرومانية. وقد ارتبط اسم المدينة بالحضارة الأمازيغية فهي«العين الجارية» كما يسمونها. وهي العاصمة الثانية للاوراس الأمازيغية الشاوية بالجزائر. وكانت أيضا حصنا آمنا لقادتها على غرار يوغرطة الأمازيغي. كما كانت مدينة تالة منذ الفتح الإسلامي مركزا مهما عسكريا وتجاريا لدى العديد من الدول التي تعاقبت على حكم البلاد التونسية، وصولا إلى الاستعمار الفرنسي حيث ناضلت المدينة منذ سنة 1824 إلى سنة 1906 ضد الاضطهاد الطبقي والديني والسياسي (ثورة على بن غذاهم وثورة عمر بن عثمان أو ما يسمى بثورة الفلاحين سنة 1906). إنّ هذا النضج السياسي الوطني لدى أهالي المدينة دفع بالمستعمر الفرنسي إلى تركيز مراقبة مدنية بالجهة مع مطلع القرن العشرين. حدودها: شمالا وادي سراط الكاف وجنوبا وادي الكبير قفصة وشرقا الروحية وسبيطلة وغربا الحدود الجزائرية، والمراقبة العامة هي بمثابة الولاية حاليا فهي تشرف عسكريا وإداريا على رقعة جغرافية كبيرة المساحة تصل إلى حدود أربع ولايات حسب تقسيمها الحالي. هذا بالإضافة إلى إنشاء مركز عسكري لتجويد الخيول تابع للفيلق الثامن مكلف بتزويد الجيش الفرنسي بالخيول الممتازة.
و استطاع «هنري كانوسي» وهو المراقب آنذاك التحكم في ثروات الجهة والاستيلاء على أرضها خاصة وإن مدينة تالة تعتبر مركزا اقتصاديا هاما حيث تأسست بها سوق أسبوعية سنة 1872 وكان يدوم 3 أيام متتالية في الأسبوع. إن هذه المكانة الاقتصادية للجهة أهلها بأن تكون قطبا إداريا وثقافيا ورياضيا ودينيا وصحيا، فعلى المستوى الإداري فقد تمّ تأسيس بلدية تالة سنة 1904 التي كان نشاطها يصل إلى حدود الكاف شمالا وقفصة جنوبا وسبيطلة شرقا، أمّا على المستوى الثقافي والتعليمي فقد تمّ تأسيس مدرسة تالة فلسطين سنة 1897 وهي من أقدم المدارس في الجمهورية وقد تخرج منها العديد من الوجوه والكوادر اللامعة في تونس وقد كان لهذه المدرسة الدور الكبير في نشر الثقافة والعلوم في صفوف أهالي الجهة وتعميق الروح الوطنية لديهم. وفي المجال الرياضي فقد تمّ تأسيس جمعية تالة الرياضية لكرة القدم سنة 1921، وفي أرشيف البلدية هناك العديد من الخرائط والتصاميم التي تشير إلى أنّ المراقب العام كان ينوي إنشاء مسابح وملاعب لرياضة التنس ومسالك لرياضة سباق الخيل. وفي المجال الصحي فقد تأسّس المستشفى سنة 1923. أما في المجال الديني فقد عرفت الجهة تأسيس العديد ن الزوايا التعليمية والدينية على غرار«زاوية سيديبن عزوز» و«زاوية الشافعي»، وقد كانت هذه الزوايا وغيرها قبلة العديد من الطلبة الوافدين إليها من مختلف تراب الجمهورية. إنّ هذا الثراء الثقافي والحضاري والعلمي لمدينة تالة جعلها تكون من المدن الأولى التي احتضنت النضال الوطني ضد الاستعمار الفرنسي فكريا وميدانيا حيث ساهم العديد من أبناء الجهة في بلورة أفكار ومبادئ الحزب الدستوري التونسي بمشاركتهم في مختلف جلسات الحزب السرية والعلنية، كما ساهم فرع جامع الزيتونة بتالة (المؤسّس سنة 1947على يد العلامة حمد الرحموني الذي اعدمه بورقيبة وضل رفاته مجهول المكان إلى ان استرجعه احفاده ابان ثورة 2011) في بلورة الوعي الوطني وفي شحذ همم الأهالي للدفاع بالغالي والنفيس عن الوطن المقدس، فخاض العديد من أهالي المدينة معركة الكرامة والشرف إبان حرب التحرير بالقلم والسلاح فاستشهد منهم الكثير، وعاصر منهم الكثير فرحة الاستقلال وقد كان للمدينة شرف المساهمة في تحرير تونس من استعمار فرنسا وطغيان بن علي وبقيت جبال تالة تروي حكايات الأمجاد وبطولات الشرفاء.

## الجغرافيا
مدينة تالة أو كما يسميها أحد المؤرخين«سقف البلاد التونسية» تقع في الوسط الغربي للبلاد التونسية على ارتفاع 1044 م على سطح البحر وهي أعلى منطقة في الجمهورية التونسية، تتميز بهوائها النقــــي وثرواتها الغابية والمائية والرخامية. فهي تحتوي على أكثر من 10 ألاف هك من الصنوبر الحلبي وأكثر من 25 عينا جارية. ما تم تشييده في العهد الروماني على غرار «عين تالة» وهي رمز المدينة. وتبعد 250 كم عن العاصة و54 كم عن مركز ولاية القصرين

## الاقتصاد
يرتكز اقتصاد معتمدية تالة على الفلاحة وتربية الماشية وهي تحتوي على 6000 هكتار من نبات التين الشوكي، كما تمتاز المنطقة بمقاطع الرخام الذي يتم تصدير ثلثه تقريبا.

## الرياضة
في ميدان كرة القدم تنشط جمعية تالة الرياضية في القسم الرابع هواة وتأسست الجمعية سنة 1921.